# أنتوني جيمسون
أنتوني جيمسون (بالإنجليزية: Antony Jameson) هو مهندس فضاء جوي ورياضياتي ومهندس بريطاني، ولد في 20 نوفمبر 1943 في Gillingham, Kent ‏ في المملكة المتحدة.